# Maurits Vande Reyde
Maurits Vande Reyde (Leuven, 10 juli 1985) is een Belgisch politicus. Sinds 2019 is hij Vlaams Parlementslid. Hij was tot in april 2025 actief binnen Open Vld, sindsdien gaat hij verder als onafhankelijke.

## Levensloop
Vande Reyde behaalde in 2008 een master in de toegepaste economische wetenschappen aan de KU Leuven. Hij werd beroepshalve van 2009 tot 2019 economisch adviseur bij telecomregulator BIPT.
Hij sloot zich aan bij Open Vld en was in 2009 stagiair-medewerker van Europees Parlementslid Dirk Sterckx. Van 2012 tot 2014 was hij begrotingsadviseur bij de Open Vld-fractie in het Vlaams Parlement, van 2012 tot 2013 adviseur van federaal volksvertegenwoordiger Gwendolyn Rutten en van 2014 tot 2015 adviseur op het kabinet van Annemie Turtelboom, Vlaams minister voor Financiën en Begroting. Van oktober 2015 tot december 2017 was Vande Reyde nationaal voorzitter van Jong VLD.
In oktober 2018 werd hij voor de liberale lijst Open Diest verkozen als gemeenteraadslid van Diest, waar hij van 2019 tot 2024 schepen was, bevoegd voor lokale economie, toegankelijkheid, financiën, smart city en citymarketing.
Bij de Vlaamse verkiezingen van 26 mei 2019 werd Vande Reyde vanop de tweede plaats van de Vlaams-Brabantse Open Vld-lijst eveneens verkozen in het Vlaams Parlement. In het parlement nam hij zitting in de commissies Welzijn, Volksgezondheid, Gezin en Armoedebestrijding en  Economie, Werk, Sociale Economie, Wetenschap en Innovatie en vanaf 2020 zetelde hij ook in de commissie Algemeen Beleid, Financiën, Begroting en Justitie. Hij legde zich toe op thema's als het beleid rond mensen met een beperking, economie, kerntaken van de overheid en technologie. Bij de Vlaamse verkiezingen van 9 juni 2024 werd Vande Reyde herkozen. Vervolgens ging hij in het Vlaams Parlement tot aan zijn vertrek uit Open Vld in april 2025 zetelen in de commissie Brussel en de Vlaamse Rand en Dierenwelzijn en werd hij eerste ondervoorzitter van de commissie Algemeen Beleid, Financiën, Begroting en Justitie. Als parlementslid profileerde hij zich sterk op het verminderen van volgens hem overbodige overheidsuitgaven.
In juni 2024 besloot hij zich kandidaat te stellen bij de voorzittersverkiezingen van Open Vld. Bij de eerste ronde van de voorzittersverkiezingen, waarvan de resultaten op 17 augustus 2024 werden bekendgemaakt, behaalde Vande Reyde 19,3 procent van de stemmen. Hiermee strandde hij echter op derde plaats en kon hij niet doorstoten naar de tweede ronde.
Op 6 november 2024 stemde hij voor het afschaffen van de premie voor zero-emissievoertuigen. Die premie was nochtans een idee van partijgenoot Lydia Peeters, de vorige Vlaams minister van Mobiliteit en Openbare Werken; de rest van de liberale fractie stemde tegen de afschaffing.
Voor de gemeenteraadsverkiezingen van oktober 2024 stond Maurits op de kartellijst tussen Open Diest en Vooruit, genaamd "Iedereen Diest". De lijst werd de grootste, maar belandde in de oppositie. Vande Reyde bleef hierdoor enkel nog gemeenteraadslid, maar ging bijna meteen als onafhankelijke zetelen.
In april 2025 stapte Vande Reyde uit Open Vld en ging als onafhankelijke zetelen. Hij wilde de partij een radicalere rechts-liberale koers zien varen, met een stevigere strijd voor een slankere overheid, maar had naar eigen zeggen gemerkt dat een dergelijke koerswijziging niet voldoende werd gedragen binnen de partijtop en vond daarom dat hij geen toekomst meer had binnen Open Vld.

## Privéleven
Maurits Vande Reyde is geboren als zesde in een gezin met elf kinderen. Hij heeft zeven zussen en drie broers. Eén broer overleed in 2014. Een zus liep een blijvende verlamming op na een ongeval in 2016.
Tijdens zijn periode als voorzitter van Jong VLD maakte hij deel uit van "het Schaduwkabinet", een reeks columnisten op Knack.be.